# Dendragapus
Dendragapus is een geslacht van vogels uit de familie fazantachtigen (Phasianidae).

## Soorten
Het geslacht kent de volgende soorten:
- Dendragapus fuliginosus – Grauw sneeuwhoen
- Dendragapus obscurus – Blauw sneeuwhoen